# TODAY (南海放送のラジオ番組)
TODAY（トゥデー）とは、南海放送ラジオで、2010年10月5日から放送されている帯番組である。なお、ここでは、2009年の10月から放送されていた、フォーマットラジオTODAYについても説明する。

## フォーマットラジオTODAY

### スタートの事情
南海放送では以前から国内の民放の中で、唯一のフォーマットラジオ形式の番組、フォーマットRADIO 木藤たかおの日曜Press-Clubを日曜夕方のローカル枠にて放送していた。それが、2009年10月に四国四県ブロックネットになったのをきっかけとして、ナイターオフシーズンの平日18時台の空いた時間に始まったのが、この番組である。

### 木藤たかおの日曜Press-Clubとの相違点
主にこの2点が違う。
- 帯番組である。（日曜Press-Clubは週1の番組）ただし、末期は当番組も週1になった。
- パーソナリティーが1人で何役もこなす。（FAXを取ったり、曲の入った音源を取りに行ったり、もちろんしゃべりもしなくてはならない。）

### 番組概要

#### パーソナリティー
合田みゆき（当時南海放送アナウンサー）

#### 2009年シーズンオフ
月曜～金曜17:53～18:30

#### シーズンインから終了まで
月曜17:53～18:15

### 番組終了
開始以来合田アナ1人じゃ捌ききれないほどのメッセージの数がくる位、人気があったが、合田アナが、育児のために6月で退社するために、6月末をもって、番組は、8ヶ月間の放送を終了。その後は、他の曜日と同様に、17:53から愛媛新聞ニュースの後、18:00からは南海クラシックスを充てた。

## TODAY

### 再出発
2010年秋改編により、月曜日にはみかん星交響曲（みかん一座の番組）が移動し、金曜日は、中井宙弥・居酒屋巡礼が移動した。その結果、火・水・木の3日間の番組枠30分間が、新たに同タイトルのTODAYとして、再出発することとなった。なお、プレゼンターは3人が日替わりで担当することになった。

### 番組概要

#### プレゼンター
- 高木春菜　火曜担当
- 中塚眞喜子　水曜担当
- 江刺伯洋　木曜担当

いずれも南海放送アナウンサー。基本的にこの3人が日替わりだが、南海放送の他のアナウンサーが登場することもある。

#### 放送時間
毎週火曜～木曜18:00～18:30